# Exochus leptomma
Exochus leptomma är en stekelart som beskrevs av Chiu 1962. Exochus leptomma ingår i släktet Exochus och familjen brokparasitsteklar. Inga underarter finns listade i Catalogue of Life.